# Krásnohorské Podhradie
Krásnohorské Podhradie, ungarisch Krasznahorkaváralja (bis 1927 slowakisch Krásna Horka-Podhradie) ist eine Gemeinde in der Ostslowakei.

## Lage
Der Ort liegt im Talkessel Rožňavská kotlina, am Fuße des Slowakischen Karstes und Volovské vrchy, 5 km von Rožňava und 65 km von Košice entfernt.

## Geschichte

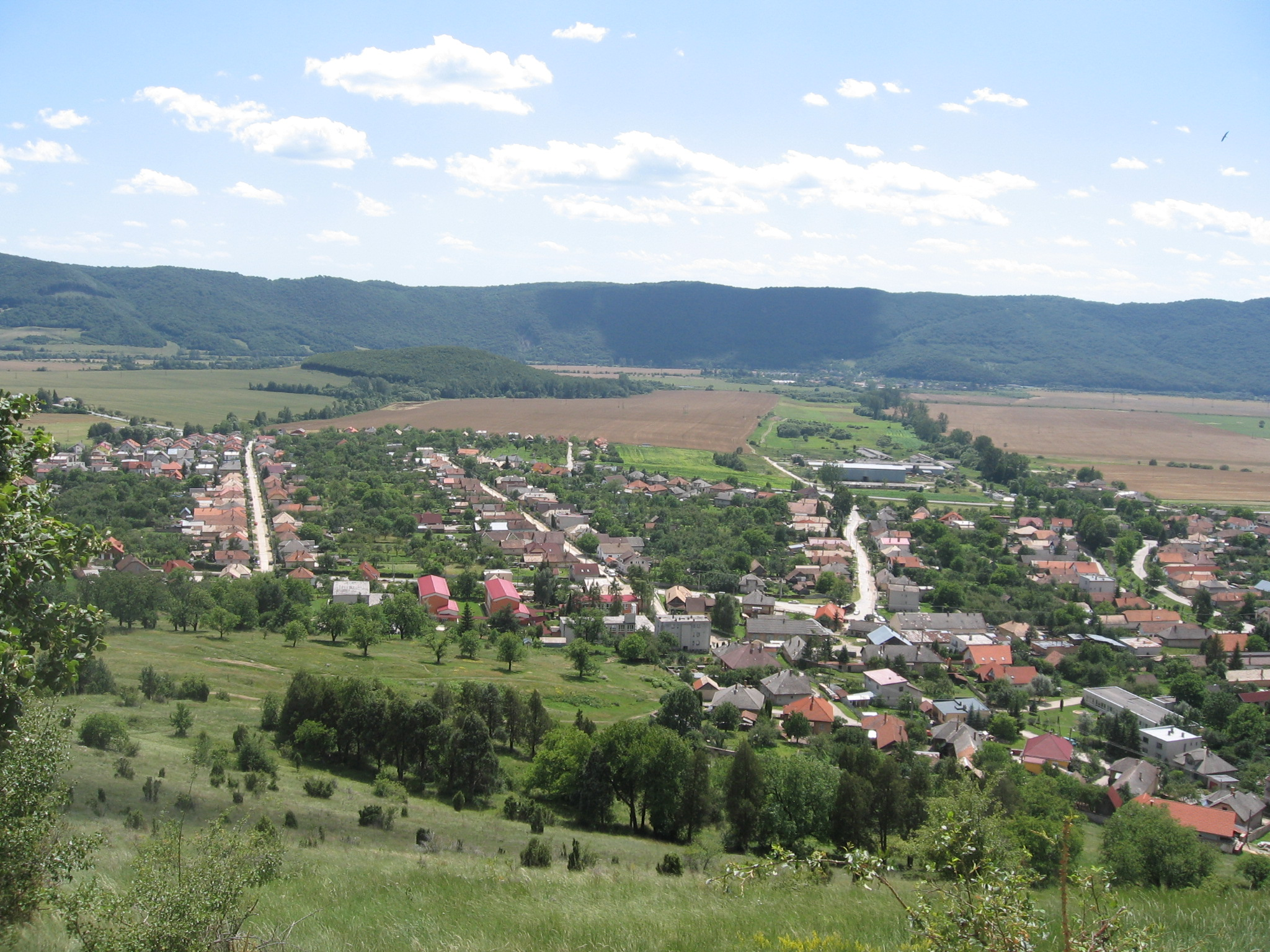
Das Dorf von der Burg aus gesehen

Die Geschichte des Ortes ist mit der Burg Krásna Hôrka verbunden. Der Ort wurde 1322 erstmals als Kraznahurka erwähnt und entwickelte sich aus einer Siedlung unterhalb der Burg.
Bis 1919 gehörte sie im Komitat Gömör és Kishont zum Königreich Ungarn und danach zur neu entstandenen Tschechoslowakei. Aufgrund des Ersten Wiener Schiedsspruches gehörte sie 1938–45 noch einmal zu Ungarn und ist seit 1993 ein Teil der heutigen Slowakei.

## Sehenswürdigkeiten
- Burg Krásna Hôrka

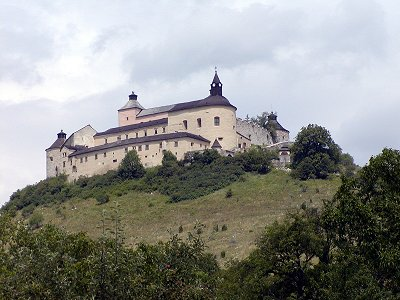
Burg Krásna Hôrka

- die ursprünglich gotische römisch-katholische Kirche Allerheiligen aus dem 14. Jahrhundert, 1787 im klassizistischen Stil umgebaut
- eine spätbarocke Kapelle mit der Andrássy-Grabstätte
- das Andrássy-Mausoleum, erbaut 1903–1904 vom Münchner Architekten Richard Berndl

In der Gegend gibt es viele Ausflugsmöglichkeiten im Slowakischen Karst und seinen Höhlen.

## Bevölkerung
| Jahr                | 1994 | 2004     | 2014    | 2024    |
| ------------------- | ---- | -------- | ------- | ------- |
| Anzahl der Personen | 2068 | 2476     | 2634    | 2832    |
| Unterschied         |      | +19,72 % | +6,38 % | +7,51 % |

| Jahr                | 2023 | 2024    |
| ------------------- | ---- | ------- |
| Anzahl der Personen | 2822 | 2832    |
| Unterschied         |      | +0,35 % |

Laut der Volkszählung von 2001 gab es im Ort 2359 Einwohner, davon 47,2 % Magyaren, 28,1 % Roma und 23,4 % Slowaken. 67,8 % gaben als Konfession römisch-katholisch an.